# Android 15
Android 15 (nome in codice Vanilla Ice Cream) è la quindicesima versione del sistema operativo mobile Android, sviluppato dalla Open Handset Alliance, a sua volta guidata dall'azienda Google.

## Storia
La prima versione in anteprima per gli sviluppatori (nota anche come DP1) per Android 15 è stata distribuita il 16 febbraio 2024, la seconda anteprima (DP2) il 21 marzo 2024. Il codice sorgente completo e definitivo di Android 15 è stato pubblicato il 3 settembre 2024. La versione stabile di Android 15 è stata pubblicata il 15 ottobre 2024 sui modelli Google Pixel compatibili.

## Novità
- Miglioramenti della sicurezza: Android 15 offre una protezione avanzata contro furti e frodi, con una migliore gestione dei dati sensibili come le informazioni sanitarie e finanziarie.[3]
- Multitasking su dispositivi pieghevoli e tablet: una nuova funzionalità "App Pairs" consente agli utenti di creare scorciatoie per app abbinate che si aprono affiancate, migliorando la produttività sui dispositivi pieghevoli e con schermo grande.[4]
- Nuove funzionalità sulla privacy: Android 15 introduce il rilevamento della registrazione dello schermo per impedire alle app di rivelare informazioni sensibili durante la registrazione, in particolare nelle app finanziarie o sanitarie. C'è anche una nuova opzione di registrazione dello schermo per registrare solo l'app attiva, nascondendo le notifiche.[5]
- Vibrazioni adattive: una nuova funzionalità intelligente regola l'intensità della vibrazione in base all'ambiente. In uno spazio silenzioso, le vibrazioni saranno più lievi, mentre in ambienti più rumorosi saranno più pronunciate.
- Archiviazione app: simile alla funzionalità offload di iOS, l'archiviazione app in Android 15 riduce l'utilizzo dello spazio di archiviazione rimuovendo i dati dell'app ma mantenendo le informazioni di accesso e i file essenziali. Le app possono essere ripristinate senza reinstallarle.[6]
- App edge-to-edge: le app ora si estenderanno fino ai bordi dello schermo per sfruttare meglio lo spazio di visualizzazione, in particolare sui dispositivi con notch o navigazione basata sui gesti.[4]
- Nuovo pannello del volume: i controlli del volume hanno un design rivisto con cursori più grandi e leggibili e l'opzione di cambiare le sorgenti audio direttamente dal pannello.[7]
- Miglioramento del feedback tattile: Android 15 migliora anche il feedback tattile, con funzionalità come un interruttore tattile universale della tastiera e un feedback tattile nel cursore della luminosità , migliorando l'esperienza tattile per gli utenti.[8]

## Versioni
- Versione Beta 1 - 11 aprile 2024
- Beta 2 - 15 maggio 2024
- Beta 3 - 18 giugno 2024
- Beta 4 - 18 luglio 2024
- Stabile - 15 ottobre 2024